# (35025) 1981 EA15
1981 EA15 (asteroide 35025) é um asteroide da cintura principal. Possui uma excentricidade de 0.03546590 e uma inclinação de 9.91203º.
Este asteroide foi descoberto no dia 1 de março de 1981 por Schelte J. Bus em Siding Spring.